# Rhachoepalpus ethelius
Rhachoepalpus ethelius là một loài ruồi trong họ Tachinidae.